# تشوك غراسلي
تشاك غراسلي (بالإنجليزية: Chuck Grassley)‏ وإسمه الحقيقي تشارلز إرنست غراسلي (بالإنجليزية: Charles Ernest Grassley)‏ هو سياسي أمريكي من الحزب الجمهوري ولد في يوم 17 سبتمبر 1933 في قرية نيو هارتفورد في آيوا. هو أكبر أعضاء مجلس الشيوخ الأمريكي سناً وهو يمثل ولاية آيوا منذ سنة 1981.